# Bertha-von-Suttner-Platz (Bonn)
La Bertha-von-Suttner-Platz est une place centrale de Bonn. Situé au nord de Bonn-Zentrum, sur la rive gauche du Rhin et du Kennedybrücke, il constitue un important axe de transit pour la circulation automobile, les tramways et les bus. En outre, la place, directement adjacente à la zone piétonne, appartient également à la partie animée du centre-ville avec de nombreux magasins et équipements.

## Géographie
La Bertha-von-Suttner-Platz est une extension de la route menant au pont Kennedy d'environ 180 m de long et de 40 à 50 m de large. À l'ouest s'étend Oxfordstraße et à l'est Berliner Freiheit ; Oxfordstraße et Bertha-von-Suttner-Platz forment un carrefour avec Kölnstraße au nord et la Bonngasse au sud ; au milieu, il y a au sud la Wenzelgasse vers la Marktplatz. À l'est, le carrefour est formé avec Sandkaule au nord et Belderberg au sud.

## Architecture
Des deux côtés de la place se trouvent des bâtiments de 5 à 10 étages de la seconde moitié du XXe siècle. Les étages supérieurs sont en partie utilisés comme appartements, les autres comme des commerces et des bureaux. Au nord se trouve le cinéma Woki. Dans un immeuble de bureaux et commercial situé au sud de la place, une ancienne propriété de la République fédérale d'Allemagne, se trouve la représentation régionale de la Commission européenne de Bonn.

## Histoire
À Bonn, à l'époque médiévale et au début de l'ère moderne, il n'y avait pas de rue continue orientée est-ouest à la hauteur de l'actuelle Suttner Platz. À l'est de Maargasse, qui est à peu près équivalente à ce qui est maintenant Oxfordstraße, se trouvaient quelques bâtiments et des rues plus petites dans le sens nord-sud. À partir de 1710, l'électeur Joseph-Clément de Bavière cherche à construire une rue est-ouest sous le nom de Rijselstraße (Rijsel - aujourd'hui Lille). Seulement une petite partie, bientôt appelée Vierecksplatz après l'un des constructeurs. À la fin du XIXe siècle, la deuxième Beethovenhalle et plusieurs écoles se trouvent ici. Après l'achèvement du premier pont sur le Rhin à Bonn en 1898, la place carrée en tant que route remplit à peu près les mêmes tâches que la Bertha-von-Suttner-Platz d'aujourd'hui, mais se trouve un peu plus au sud, à la hauteur de l'actuelle Friedrichstrasse.
Pendant la Seconde Guerre mondiale, les bombardements alliés détruisent presque entièrement la zone autour de la rue du pont ainsi que le Rheinviertel, le pont est dynamité par les Allemands. De 1946 à 1950, les bâtiments restants sont démolis et le tracé actuel des rues est créé. La conception de la place coûte 1,1 million de DM. La désignation du lieu est un vote du conseil municipal de Bonn le 5 août 1949 en hommage à Bertha von Suttner, prix Nobel de la Paix 1905. À partir des années 1950, le Ministère fédéral des Transports s'installe sur la place.
Avec l'ouverture de la Reuterstrasse en 1964, la circulation auparavant très dense sur Sandkaule/Belderberg est considérablement réduite. En 1968-1969, à l'angle Bertha-von-Suttner-Platz/Sandkaule, se construit l'IOS-Haus, conçu par l'architecte de Bonn Wilhelm Denninger un immeuble de bureaux et commercial de cinq étages avec une façade à l'origine revêtue de marbre et d'aluminium. De 1970 à 1972, à l'angle nord-est de la place (Berliner Freiheit), l'architecte de Bonn Dirk Denninger conçoit le Volksfürsorgehaus, construit à partir de différents bâtiments de grande hauteur, à l'origine pour la Bank für Gemeinwirtschaft ; l'ensemble est démoli en 2016. Entre 2005 et 2007, la dernière reconstruction majeure de la place représente environ 7 millions d’euros, les quais de station de tramway sont surélevés et les trottoirs sont considérablement élargis.
À l'initiative du Réseau des femmes pour la paix de Bonn, une stèle en acier inoxydable de 2,50 m de haut, dessinée par la Finlandaise Sirpa Masalin est érigée en hommage à Bertha von Suttner au coin de Sandkaule. L'association finance la sculpture par des collectes de fonds et la présente solennellement à la ville de Bonn le 21 septembre 2013.

## Source, notes et références
- (de) Cet article est partiellement ou en totalité issu de l’article de Wikipédia en allemand intitulé « Bertha-von-Suttner-Platz (Bonn) » (voir la liste des auteurs).